# Ecpyrrhorrhoe rubiginalis
Ecpyrrhorrhoe rubiginalis là một loài bướm đêm thuộc họ Crambidae. Nó được tìm thấy ở miền trung và Nam Âu.
Sải cánh dài 16–22 mm.
Ấu trùng ăn Stachys officinalis, Galeopsis tetrahit và Ballota nigra.

## Hình ảnh

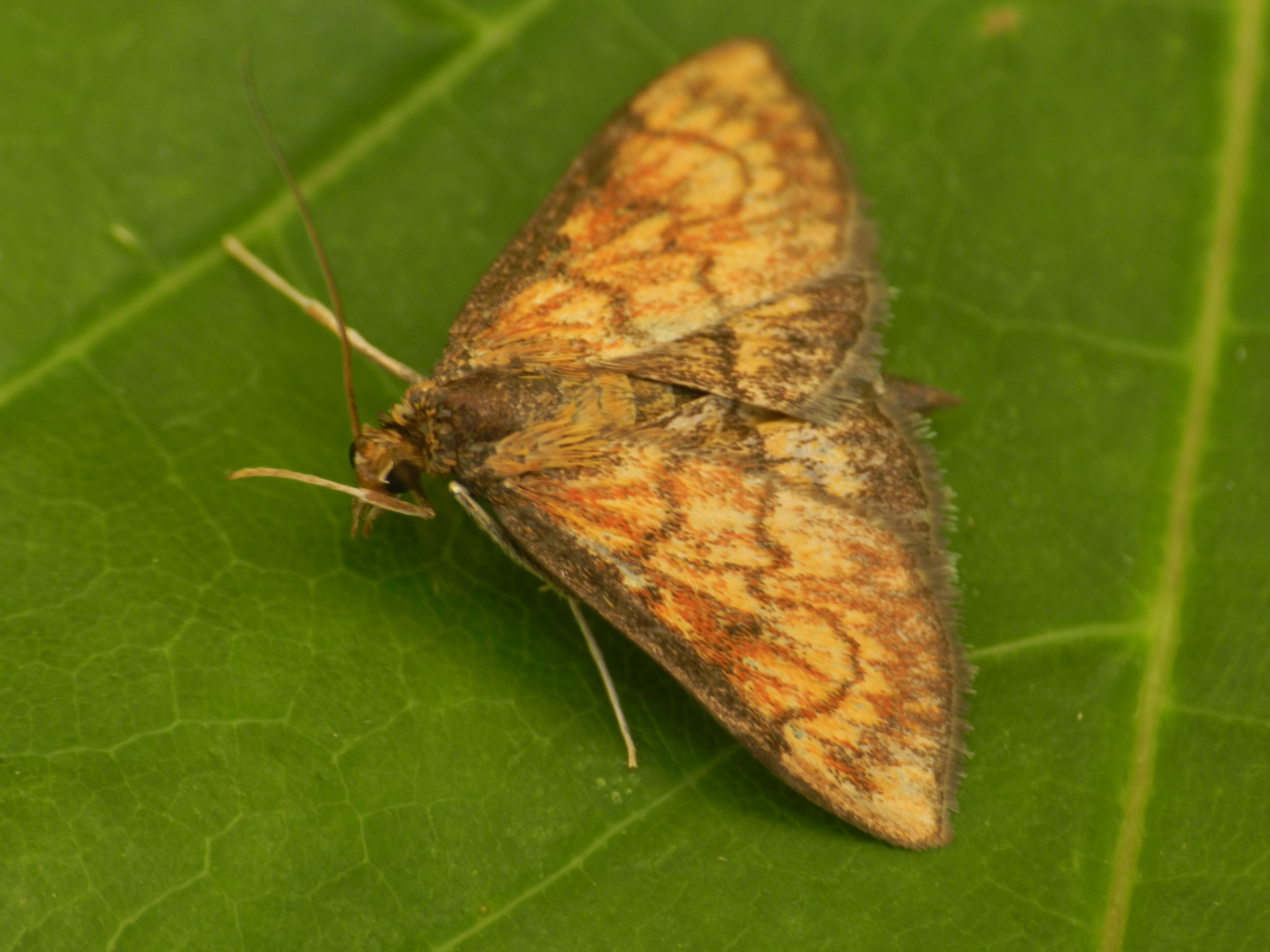